# توم بوركهارد
توم بوركهارد (بالإنجليزية: Tom Burkhard)‏ هو كاتب سيناريو أمريكي، ولد في 1 يوليو 1990 في شيكاغو في الولايات المتحدة.

## وصلات خارجية
- توم بوركهارد على موقع IMDb (الإنجليزية)
- توم بوركهارد على موقع قاعدة بيانات الفيلم (الإنجليزية)
- توم بوركهارد على موقع كينوبويسك (الروسية)